# Chapaievka (consejo de la aldea Chapayevsk)
Stavky  (ucraniano: Чапаєвка) es una localidad del Raión de Podilsk en el Óblast de Odesa de Ucrania. Según el censo de 2001, tiene una población de 253 habitantes.